# Lincolntunneln
Lincoln Tunnel är en 2,4 kilometer lång vägtunnel som går under Hudsonfloden från södra Manhattan till Weehawken i New Jersey. Tunneln består av tre separata tunnelrör med totalt sex körfält och är en viktig förbindelselänk mellan Manhattan och de västra delarna av New Yorks storstadsregion.

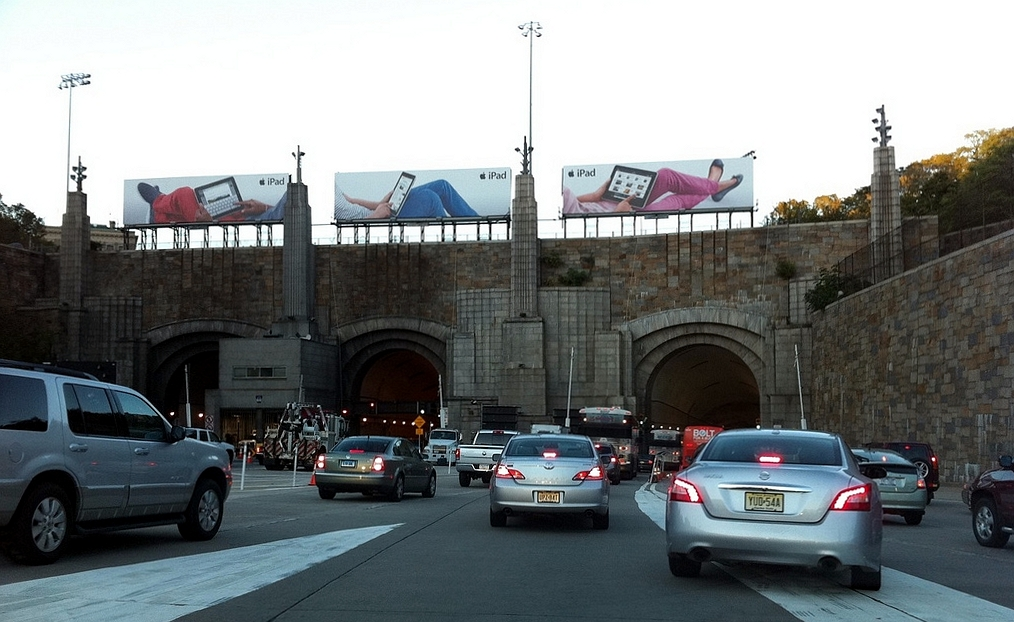
Infart till tunneln från New Jersey.

Karta över Lincolntunneln

Tunneln som ritades av norsk-amerikanen Ole Singstad är uppkallad efter USA:s president Abraham Lincoln. Den  mittersta tunneln invigdes år 1937, den norra år 1945 och den sista var klar år 1957.
Drygt 80 000 fordon passerar genom Lincolntunneln varje dag (2019).
Hollandtunneln är New Yorks andra tunnel under Hudsonfloden.